# Edificio Jaureguiberry
Das Edificio Jaureguiberry ist ein Bauwerk in der uruguayischen Landeshauptstadt Montevideo.
Das Anfang des 20. Jahrhunderts errichtete Gebäude, dessen Baugenehmigung auf die Jahre 1909 bis 1911 datiert, befindet sich in der Ciudad Vieja an der Calle Pérez Castellano 1542–1546, Ecke Piedras nahe dem Mercado del Puerto. Für den Bau zeichnete A. Menck verantwortlich. In den Jahren 2006 bis 2007 wurden die in der diesbezüglichen Planungsphase des Jahres 2004 projektierten Restaurierungs- und Wiederherstellungsarbeiten unter Leitung der Architekten R. Béhèran, Andrés Mazzini, O. Otero und Elena Mazzini durchgeführt. Das 20 Meter hohe, fünfstöckige Bauwerk mit einer von französischen Einflüssen geprägten, aber auch leicht vom Art Nouveau beeinflussten Fassadengestaltung und Mansarden als oberem Abschluss umfasst eine Grundfläche von 517 m² und wurde ursprünglich als Wohn- und Geschäftshaus konzipiert. Heute ist zusätzlich ein Kulturzentrum im Gebäude untergebracht.